# Kimboraga koolanensis
Kimboraga koolanensis é uma espécie de gastrópode  da família Camaenidae.
É endémica da Austrália.